# Dimetridazol
Dimetridazol (Handelsname chevi-col) ist ein Antibiotikum aus der Gruppe Nitroimidazole. In Deutschland ist es zur Behandlung von Brieftauben gegen Gelben Knopf (Befall mit Trichomonas gallinae) zugelassen, die Anwendung bei lebensmittelliefernden Tieren ist verboten. Der Wirkstoff kann auch bei anderen Vögeln zur Bekämpfung von Trichomonaden sowie gegen Giardia intestinalis eingesetzt werden. Darüber hinaus ist der Einsatz bei Trichomonaden- und Giardieninfektionen kleiner Heimtiere (Meerschweinchen, Chinchillas, Kaninchen) und Infektionen mit Entamoeba invadens bei Reptilien möglich.
Die maximale Plasmakonzentration wird bei nüchternen Tauben nach 1, bei gefütterten nach 2,3 Stunden erreicht. Die Plasmahalbwertszeit beträgt 3,9 Stunden. Die Bioverfügbarkeit liegt bei nüchternen Tieren bei 83,8 %. Hauptmetabolit ist 1-methyl-5-nitroimidazol-2-ylmethyl-hydrogensulfat, das allerdings vermutlich keine Wirksamkeit gegen Trichomonas gallinae besitzt. Der Wirkstoff und seine Metaboliten werden über Urin, Kot und Ausatmungsluft ausgeschieden.